# Skutterudite
La skutterudite (simbolo IMA: Skt) è un raro minerale del supergruppo della perovskite, all'interno del quale viene collocato nel gruppo delle perovskiti non stechiometriche e da lì al sottogruppo della skutterudite; appartiene alla famiglia minerale dei "solfuri e solfosali" e possiede la composizione chimica CoAs3. e quindi, da un punto di vista chimico, è un arseniuro di cobalto.

## Etimologia e storia
La skutterudite era nota con il nome minerario di speiskobalt fin dal Medioevo perché veniva utilizzata per produrre lo "smalto", un particolare vetro silicato colorato di blu tramite l'aggiunta di monossido di cobalto e Abraham Gottlob Werner adottò questo termine nel 1803 nel suo Handbook of Mineralogy. Secondo Johann Christoph Adelung, la parola speis veniva utilizzata nell'industria mineraria e metallurgica per descrivere, tra le altre cose, miscele metalliche di composizione sconosciuta.
A causa del suo utilizzo principale, il mineralogista francese François Sulpice Beudant registrò l'arséniure de cobalt come smaltina (a volte scritto anche smaltite) nel suo "Traité élémentaire de minéralogie" nel 1832. La smaltite (CoAs3-x con x ~ 0,35) ora è a tutti gli effetti considerata una varietà di skutterudite.
Nel 1845 Wilhelm Karl Ritter von Haidinger scoprì in minerale nella miniera di "Skutterud", presso Modum (Norvegia) e gli diede il nome della località.

## Classificazione
La classica nona edizione della sistematica dei minerali di Strunz, aggiornata dall'Associazione Mineralogica Internazionale (IMA) fino al 2009, elenca la skutterudite nella classe "2. Solfuri e solfosali (solfuri, seleniuri, tellururi; arseniuri, antimoniuri, bismuturi; solfoarseniuri, solfoantimonuri, solfobismuturi, ecc.)" e nella sottoclasse "2.E Solfuri metallici, M: S ≤ 1:2"; questa viene ulteriormente suddivisa in base al rapporto metallo/zolfo e alla composizione chimica del minerale, il modo da trovare la skutterudite nella sezione "2.EC M:S = 1:>2" dove insieme a ferroskutterudite, kieftite e nickelskutterudite forma il sistema nº 2.EC.05.
La medesima classificazione è mantenuta anche nell'edizione successiva, proseguita dal database "mindat.org" e chiamata Classificazione Strunz-mindat.
Nella Sistematica dei lapis (Lapis-Systematik) di Stefan Weiß la skutterudite si trova nella classe dei "solfuri e solfosali (solfuri, seleniuri, tellururi, arsenuri, antimoniuri, bismutidi)" e nella sottoclasse dei "solfuri con [rapporto] metallo: S,Se,Te < 1:1", dove forma il sistema nº II/D.29 insieme a gaotaiite, iridisite, ferroskutterudite, kieftite e nickelskutterudite.
Anche nella classificazione dei minerali secondo Dana, usata principalmente nel mondo anglosassone, la skutterudite si trova nella classe dei "solfuri e solfosali" e nella sottoclasse dei "minerali solfuri"; qui è nella sezione dei "solfuri – compresi seleniuri e tellururi – con la composizione AmBnXp, con (m+n):p=1:2" dove forma il sistema nº 02.12.17 insieme a nickelskutterudite, kieftite e ferroskutterudite.

## Abito cristallino

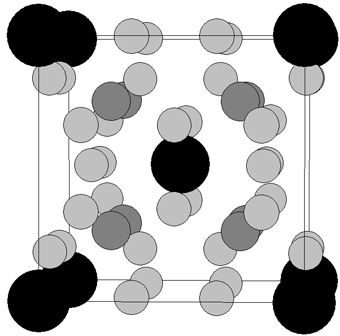
La cella unitaria della skutterudite

La skutterudite cristallizza nel sistema cubico con il gruppo spaziale Im3 (gruppo nº 204) con il parametro reticolare a = 8,204 Å, oltre ad avere 8 unità di formula per cella unitaria.

## Modificazioni e varietà
Oltre al suo significato originale di sinonimo di skutterudite, il nome smaltina o smaltite è ora utilizzato anche per descrivere una varietà del minerale che contiene meno arsenico.
In alcune varietà, il contenuto di nichel è così significativo che è più probabile che vengano classificate come skutterudite al nichel, mentre quelle ricche di ferro sono più probabilmente considerate varietà di safflorite (chiamata anche ghiaia di ferro-cobalto). Un minerale contenente fino al 4% di bismuto è chiamato pirite di bismuto e cobalto.

## Origine e giacitura
La skutterudite si trova tipicamente in vene idrotermali a temperature medio-alte insieme ad altri minerali composti da solfuro di nichel–cobalto; qui è stata trovata in paragenesi con niccolite, cobaltite, arsenopirite, argento nativo, solfosali d'argento, bismuto nativo, calcite, siderite, barite e quarzo.
La skutterudite è stata rinvenuta in molti siti e miniere sparse per il mondo.
In Italia è stata trovata presso Timau (frazione di Paluzza, in Friuli-Venezia Giulia); Maissana (Liguria); Burgraviato (Trentino-Alto Adige); Capoliveri (Toscana); Fluminimaggiore, Gonnosfanadiga, Arbus e San Vito (Sardegna); Balme, Bruzolo e Usseglio.
La skutterudite è stata trovata in moltissimi siti della Germania, della Francia e della Repubblica Ceca. In Irlanda è stata rinvenuta nelle contee di Tipperary e di Kerry e in Finlandia presso Ylivieska.
In Norvegia, oltre alla sua località tipo, la miniera di "Skutterud" (59.98005°N 9.85283°E) presso Modum, la skutterudite è stata trovata anche nella miniera "Lerestvedt" presso Arendal. Il minerale è stato segnalato anche in vari siti della Polonia, Romania e Slovacchia, oltre che Spagna, Portogallo e Svizzera.
Fuori dall'Europa la skutterudite è stata rinvenuta in molte contee degli Stati Uniti, Russia, Giappone, in Sud Africa e Madagascar, solo per citarne alcuni.

## Forma in cui si presenta in natura
La skutterudite si presenta come cristalli di forma cubica, ottaedrica, dodecaedrica (raramente prismatica) con dimensioni fino a 9 cm; la crescita ha forma scheletrica oppure si presenta in aggregati distorti, massicci, granulari e densi.
La lucentezza è metallica e i cristalli hanno colore che va dal bianco stagno al grigio argento, mentre il suo striscio è nero.